# سیارک ۴۵۳۶
سیارک ۴۵۳۶ (به انگلیسی: 4536 Drewpinsky، نامگذاری:1987DA6) چهار هزار و پانصد و سی و ششمین سیارک کشف شده‌است که در ۲۲ فوریه ۱۹۸۷ کشف شد.
قدر مطلق سیارک برابر ۲۷.۸ است.